# Nålmossa
Nålmossa (Rhynchostegiella tenella) är en bladmossart som beskrevs av Limpricht 1890. Enligt Catalogue of Life ingår Nålmossa i släktet nålmossor och familjen Brachytheciaceae, men enligt Dyntaxa är tillhörigheten istället släktet nålmossor och familjen Brachytheciaceae. Arten är reproducerande i Sverige. Inga underarter finns listade i Catalogue of Life.